# Pyrausta perkeo
Pyrausta perkeo là một loài bướm đêm trong họ Crambidae.